# Percy Jackson and the Singer of Apollo
Percy Jackson and the Singer of Apollo (Percy Jackson e a Cantora de Apolo, em tradução livre) é um conto juvenil de fanstasia e aventura, escrito por Rick Riordan, para o livro Guys Read: Other Worlds, editado por Jon Sciezka, que contêm também outros contos de diversos autores.
O livro Other Worlds, do qual o conto faz parte, foi lançado nos EUA em 17 de Setembro de 2013, pela editora Harper USA. É a primeira história do mundo de Percy Jackson & os Olimpianos, que não foi publicada pela Miramax Books e a Disney Hyperion.
A história, assim como os livros da série Percy Jackson & os Olimpianos, é narrada por Percy Jackson, e segundo Rick Riordan, o autor da série, o conto se passa entre O Último Olimpiano e O Herói Perdido.

## Resumo
Percy Jackson celebra a festa de aniversário de Grover ao lado de Juníper e outras dríades no Prospect Park, no Brooklyn. Durante a festa, surge Apolo, e os apresenta ao seu trio de celedones chryseae , um trio de autômatos de ouro que cantam lindamente. Apolo os diz que seu quarto celedon fugiu, e precisa da ajuda de Percy e Grover para encontrá-lo a tempo para seu concerto no Monte Olimpo naquela noite. Para evitar a destruição que o canto mágico do celedon poderia causar, Percy e Grover aceitam a missão. Apolo então dá a Grover sua própria lira mágica, para que ele possa capturar a celedon.
Percy e Grover vão até a Times Square, uma vez que está localizado no meio da zona dos teatros e cheio de turistas e artistas da Broadway. Eles perseguem a celedon até o topo da Times Tower, mas durante a batalha, a celedon joga Percy do prédio. Ele fica preso em uma haste de metal pelo cinto, mas o impulso faz com que Percy escorregue para fora da calça e continue caindo. Percy consegue se segurar em um corrimão e fica pendurado sobre a Times Square só de cuecas.
A celedon começa a cantar, tantado levar Percy a soltar o corrimão, mas Percy consegue resistir, devido a sua experiência na ilha das Sereias, durante O Mar de Monstros. Ele assusta a celedon, que se transforma em pássaro, e Grover a engaiola com o poder da lira de Apolo. Percy e Grover entregam a celedon a Apolo e voltam para o Acampamento Meio-Sangue.

## Personagens principais
- Percy Jackson - Percy é apresentado no primeiro livro da série como um pré-adolescente com doze anos de idade, que foi diagnosticado com TDAH (transtorno de déficit de atenção com hiperatividade) e dislexia. Depois de ser atacado na sua atual escola, ele é escoltado por Grover Underwood, seu melhor amigo, para o Acampamento Meio-Sangue, um acampamento secreto, em Long Island, criado para proteger e treinar semideuses para que eles possam se defender sozinhos. Lá ele encontra Quíron que até então era seu professor de Latim. Quíron revela a Percy que ele é um meio-sangue. Além de descobrir que Grover é um sátiro, ele conhece Annabeth Chase, filha de Atena, que iria tornar-se sua namorada nos últimos livros da série. Após a batalha com Gaia na série Os Heróis do Olimpo, Percy está de volta a Long Island, esperando ter um pouco de paz.
- Grover Underwood - Ele é um sátiro e melhor amigo de Percy Jackson. Possui chifres em sua cabeça e pernas peludas. Ele encontrou os quatro semi-deuses mais poderosos do século: Percy Jackson (filho de Poseidon), Thalia Grace (filha de Zeus), e Nico e Bianca di Angelo (filhos de Hades). Grover é um tanto inquieto e possui atitudes estranhas, como comer latas de alumínio, comer mobílias ou até mesmo a sua roupa quando fica nervoso. Possui um medo abismal de ciclopes, talvez pelo fato de ter ficado preso em uma caverna com um ciclope gigante, em O Mar de Monstros. Como todos os sátiros, ele se empenha em encontrar Pã, o deus da natureza que estava sumido por décadas. Em A Batalha do Labirinto, ele finalmente o encontra. Mas Pã o aconselha que desista de tentar pedir sua ajuda, pois não havia mais salvação para os danos que os humanos causaram na natureza. Antes de sua morte, Pã proclama Grover como o mais bravo dos sátiros e o escolhe para levar adiante a sua palavra para proteger a floresta. O Conselho de Anciãos do Casco Fendido fica irritado com esta escolha, e não aceita o fato de Pã está morto. Ele é o namorado da ninfa da árvore, Juníper. No final de toda a série ele é nomeado por Dionísio um dos chefes do Conselho dos Anciões dos Cascos Fendidos e um dos novos senhores da natureza.
- Juníper - É uma dríade, ninfa das árvores. Ela é namorada de Grover Underwood e em A Batalha do Labirinto, ela informa a Percy que viu Luke Castellan usando a entrada do Labirinto e que ela também tem visto Quintus (Dédalo) usando a mesma. Ela também aparece em O Último Olimpiano, discutindo com Leneu às suas decisões a respeito do exílio de Grover.
- Apolo - O deus do sol, da música e da beleza. Os campistas do chalé 7 são seus filhos, um exemplo é a Will Solace. Ele dirige um conversível vermelho voador, um Maserati Spyder, que brilha intensamente como o sol. Ele parece ter cerca de dezoito anos e tem cabelos loiros arenosos e deslumbrantes dentes brancos. Apolo usa óculos de sol Ray-Ban e ostenta um iPod. Percy observa que ele se parece com Luke, porém menos mau. Ele também gosta de recitar poesia, especialmente haicais; Percy descreve-os como tão ruins que preferia ser morto por uma flecha a ouvir um. Apolo ajuda a Percy e seus amigos levando-os voando para o Acampamento Meio-Sangue, em A Maldição do Titã e depois disfarça seu carro de trem de carga de carros, para levá-los mais depressa a seu destino (disfarçado de mendigo). Em O Último Olimpiano, ele cura o braço quebrado de Annabeth, depois de ela ser lançada no trono de sua mãe. Apolo é também o deus da profecia e controla a Oráculo. Seu correspondente romano é Febo